# Dzień Transplantacji
Dzień Transplantacji – ogólnopolski dzień, obchodzony  26 stycznia, w rocznicę pierwszego udanego przeszczepu nerki w 1966 roku w I Klinice Chirurgicznej Akademii Medycznej w Warszawie. Był to wtedy 621. taki zabieg na świecie (pierwszy miał miejsce w roku 1954).

## Światowy Dzień Donacji i Transplantacji

### Na świecie
Na świecie 26 października obchodzony jest Światowy Dzień Donacji i Transplantacji, od 2005 roku (ang. World Day for Organ Donation and Transplantation, WDODT).
Kraje w których odbyły się uroczystości w kolejnych latach:

- 2005, 14 października - Genewa, 1. Światowy Dzień Donacji i Transplantacji. Obchody odbyły się w przeddzień XII Zjazdu European Society for Organ Transplantation, z udziałem przedstawicieli Rady Europy, WHO, polityków oraz organizacji zrzeszających  pacjentów. Zaprezentowano logo "dnia" i jego piosenkę „A gift for life”.
- 2006, 26 października - Buenos Aires, 2. Światowy Dzień Donacji i Transplantacji  (lokalnie w innych krajach).
- 2007, 28 października - Kuwejt, 3. Światowy Dzień Donacji i Transplantacji. Nad Zatoką Perską, wykonano pierwszy przeszczep organu w 1954 roku.
- 2008, 20 września -  Osaka, 4. Światowy Dzień Donacji i Transplantacji.
- 2009, 4 października - Berlin, 5. Światowy Dzień Donacji i Transplantacji.
- 2010, 27-28 października - Nowe Delhi, 6. Światowy Dzień Donacji i Transplantacji.
- 2011, 24 września - Południowa Afryka, 7. Światowy Dzień Donacji i Transplantacji.

### W Polsce
W Polsce po raz  pierwszy Światowy Dzień Donacji i Transplantacji obchodzony był w roku 2005 w Bydgoszczy. Organizatorem była  Klinika Transplantologii prowadzona przez dr Zbigniewa Włodarczyka.
W 2007 roku uroczyste obchody odbyły się 26 października w Sali Kolumnowej Pałacu Prymasowskiego w Warszawie z udziałem Centrum Organizacyjno - Koordynacyjnego ds. Transplantacji "Poltransplant".

### Ważne wydarzenia w Polsce
- 26 stycznia 1966 roku - pierwszy przeszczep w Polsce (przeszczep nerki);
- 28 listopada 1984 roku - pierwszy przeszczep szpiku kostnego;
- 5 listopada 1985 roku - pierwszy udany przeszczep serca (pod kierownictwem Zbigniewa Religi)